# 우유잼
우유잼(牛乳+jam) 또는 밀크잼(milk+jam)은 우유에 설탕을 넣고 졸여 만든 잼이다. 캐러멜잼(caramel+jam)이나 캐러멜 크림(caramel+cream), 캐러멜 스프레드(caramel+spread)으로도 불리며, 우유와 설탕 대신 연유를 졸여 만들었을 때는 연유잼(煉乳+jam)으로도 부른다. 라틴아메리카의 둘세 데 레체가 유명하다.
흐를만큼 묽은 것도 있고, 스프레드 형태인 것, 썰어서 집어 먹을 수 있을만큼 단단한 것도 있다.

## 이름
- 도스 드 레이트(doce de leite) – 포르투갈
- 도시 디 레이티(doce de leite) – 갈리시아
- 도시 지 레이치(doce de leite) – 브라질
- 둘세 데 레체(dulce de leche) – 볼리비아, 스페인, 아르헨티나, 에콰도르, 우루과이, 파라과이
- 마세 카이마코봉(masę kajmakową) – 폴란드
- 망하르(manjar) – 칠레, 파나마
- 망하르 데 레체(manjar de leche) – 에콰도르
- 밀크 잼(milk jam) – 영어권
- 바레나야 스구셴카(вареная сгущенка) – 러시아
- 바룐카(варёнка) – 러시아
- 쉬트 레첼리(süt reçeli) – 튀르키예
- 아레키페(arequipe) – 베네수엘라, 콜롬비아
- 알미바르 데 례트(almívar de llet) – 카탈루냐
- 카이마크(kajmak) – 폴란드
- 카헤타(cajeta) – 멕시코
- 캄브레엥(kambyre'ẽ) – 파라과이
- 캐러멜라이즈드 밀크(caramelized milk) – 영어권
- 콩피튀르 드 레(confiture de lait) – 프랑스

## 사진

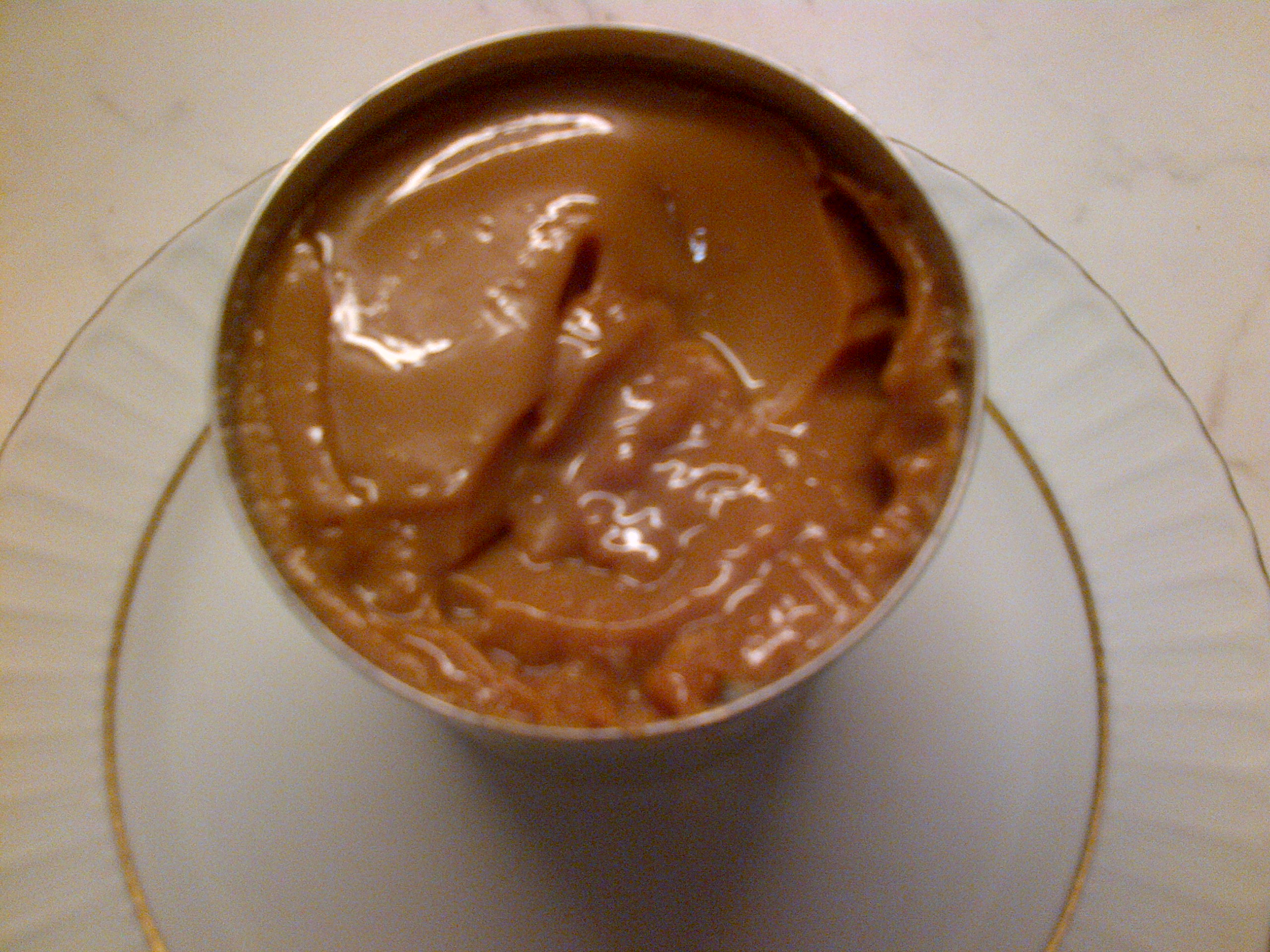
우유잼
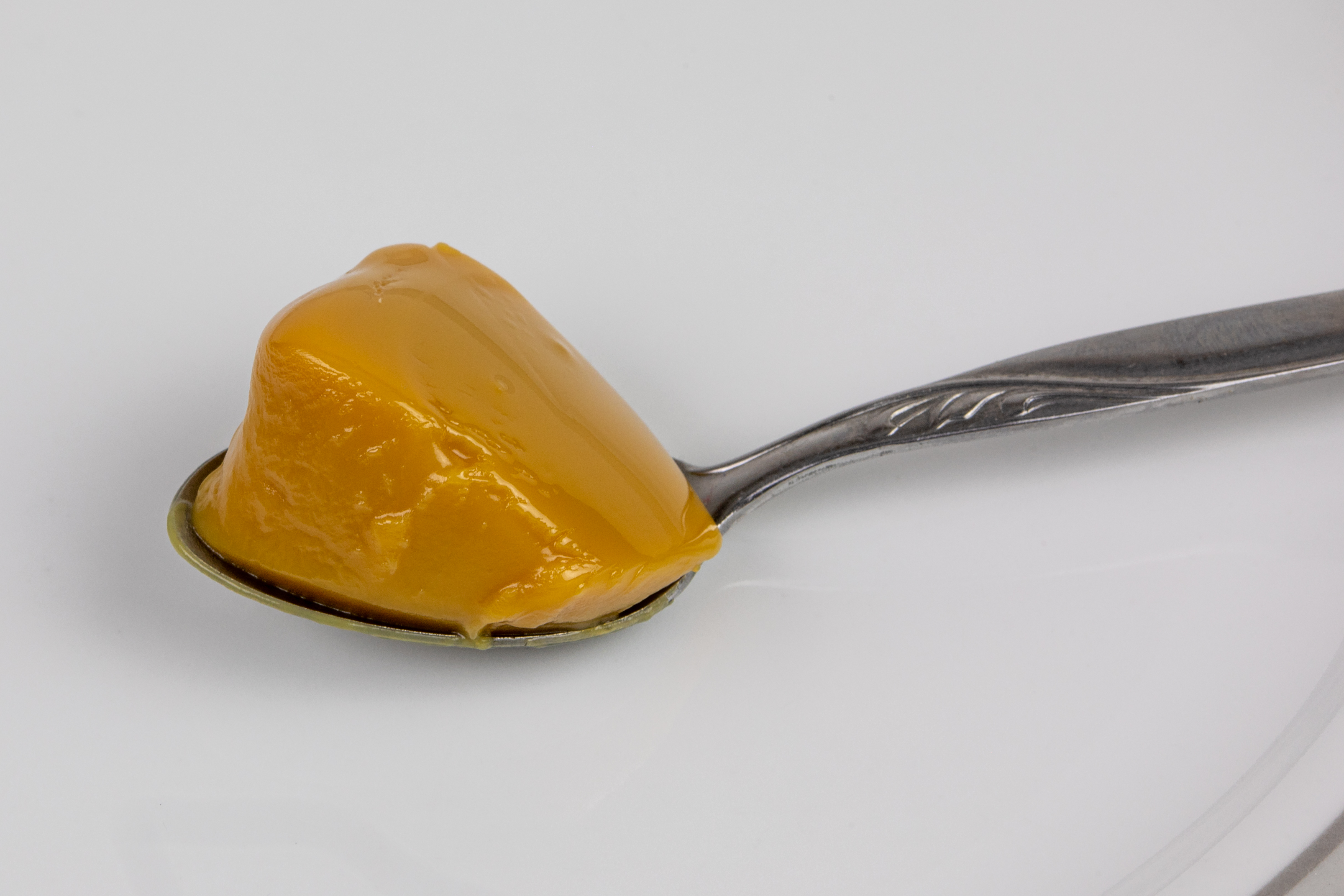
연유잼
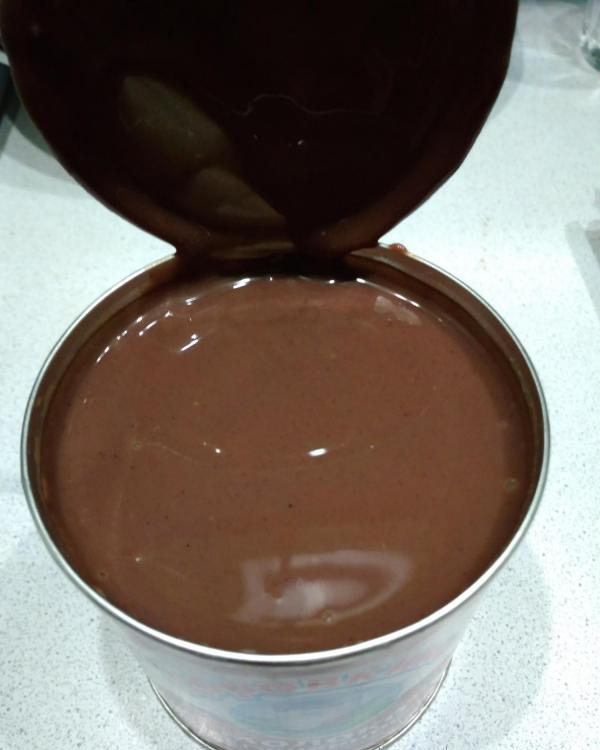
초콜릿맛 연유잼
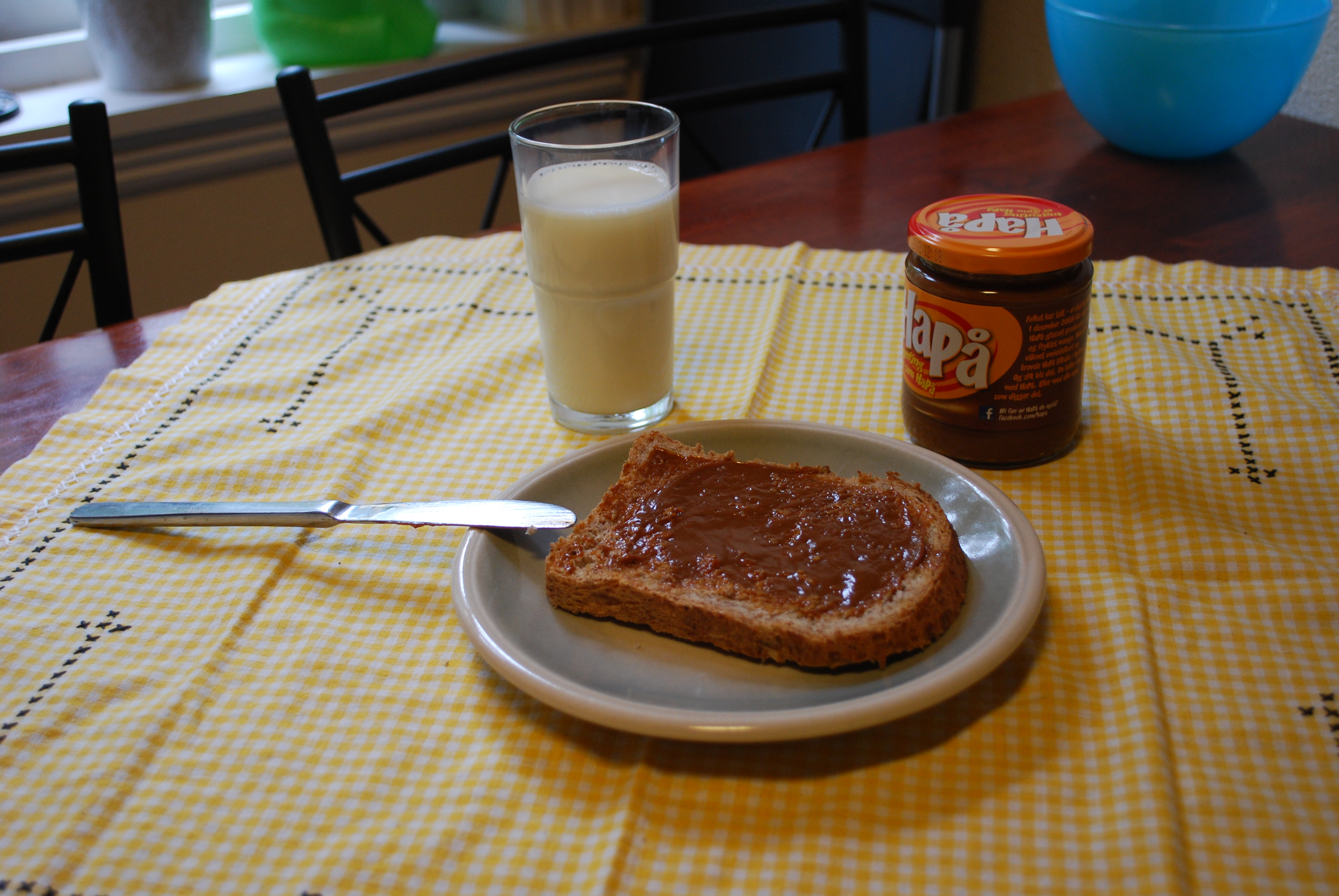
우유잼을 바른 빵
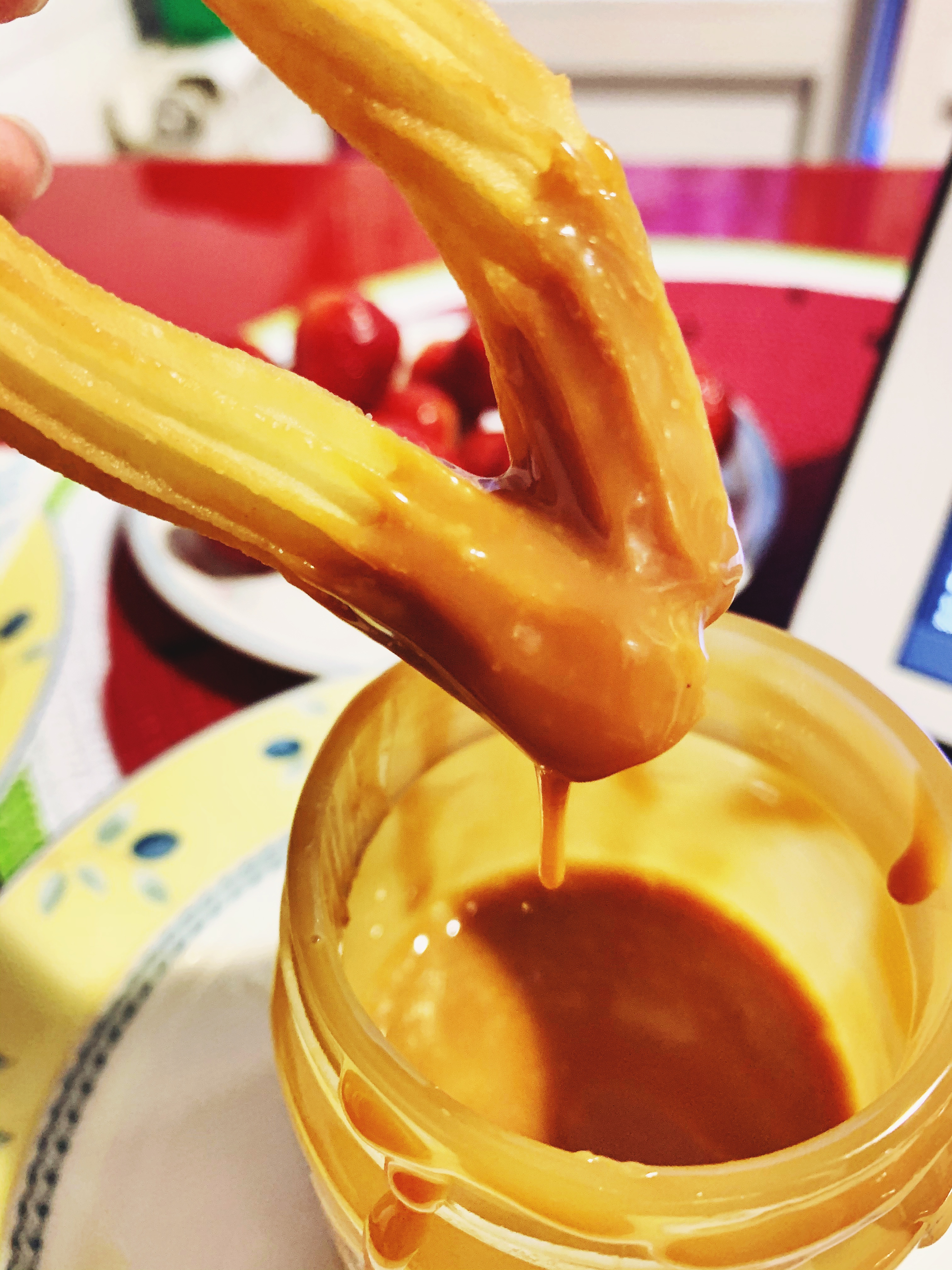
우유잼을 찍은 추로
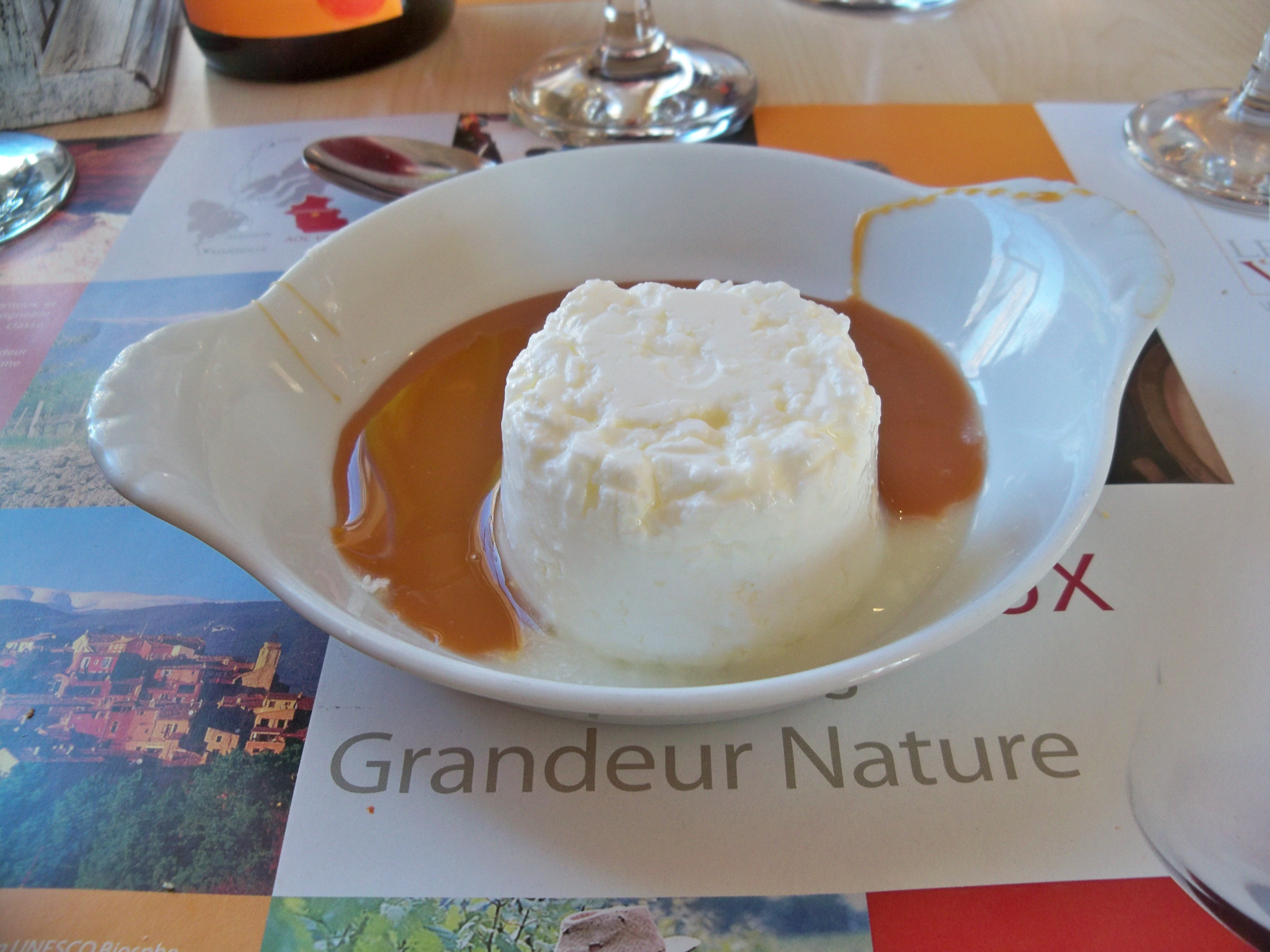
우유잼을 곁들인 페셀
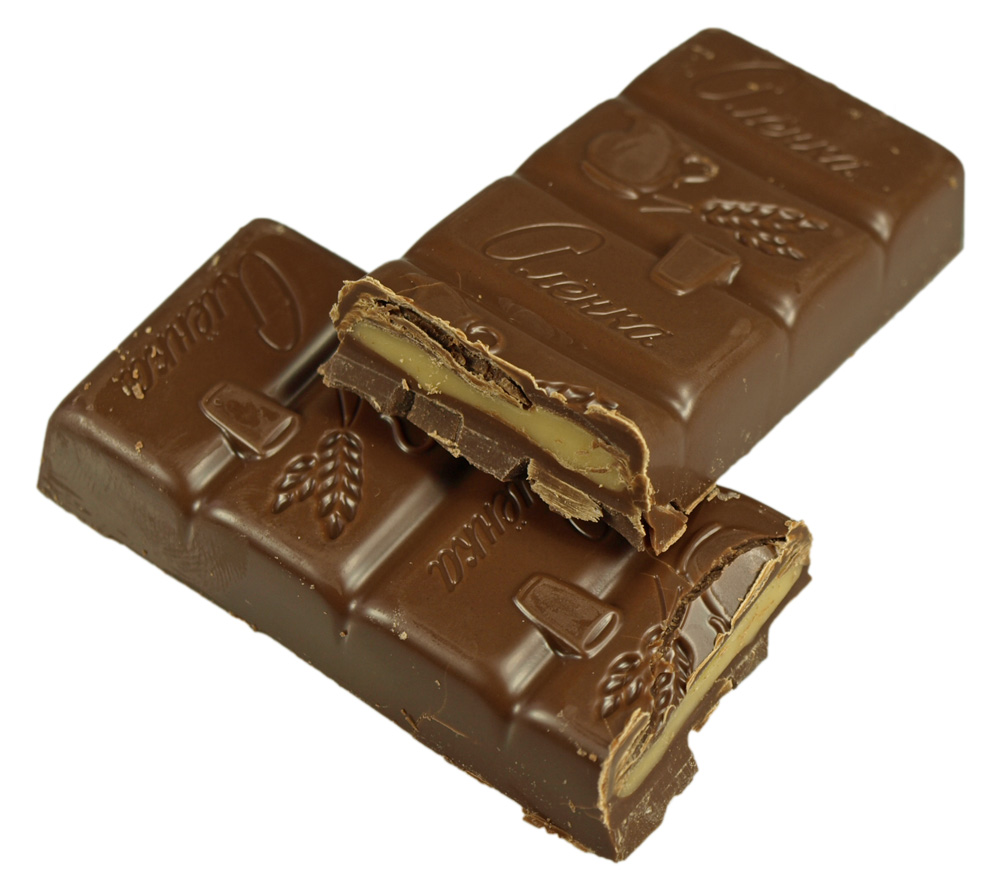
연유잼을 넣은 초콜릿

## 같이 보기
- 밀크 캐러멜
- 바순디
- 바바 드 카멜루
- 토플료노예 몰로코